# Иване Ахалцихели
Иване Торели-Ахалцихели (груз. ივანე ახალციხელი) (ум. в 1225 году) — грузинский дворянин (дидебули) и военачальник, принадлежал к благородному дому Торели-Ахалцихели.

## Биография
В 1206/1207 годах Шалва и Иване Ахалцихели, вместе с Саргисом Тмогвели, захватили город Карс у сельджуков. За это Иване был щедро вознагражден царицей Тамар и назначен губернатором Карса для обеспечения грузинских граничных территорий. Вместе со своим братом Иване он участвовал в битве при Басиане (1203 год) и Гарни (1225 год), где он был убит во время отступления в горы.